# Фонжонкуз
Фонжонку́з (фр. Fontjoncouse) — коммуна во Франции, находится в регионе Лангедок — Руссильон. Департамент коммуны — Од. Входит в состав кантона Дюрбан-Корбьер. Округ коммуны — Нарбонна.
Код INSEE коммуны — 11152.

## Население
Население коммуны на 2008 год составляло 131 человек.
| 1962 | 1968 | 1975 | 1982 | 1990 | 1999 | 2008 |
| ---- | ---- | ---- | ---- | ---- | ---- | ---- |
| 109  | 141  | 110  | 91   | 102  | 119  | 131  |

## Экономика
В 2007 году среди 88 человек в трудоспособном возрасте (15—64 лет) 55 были экономически активными, 33 — неактивными (показатель активности — 62,5 %, в 1999 году было 58,9 %). Из 55 активных работали 44 человека (25 мужчин и 19 женщин), безработных было 11 (6 мужчин и 5 женщин). Среди 33 неактивных 4 человека были учениками или студентами, 16 — пенсионерами, 13 были неактивными по другим причинам.

## Достопримечательности
- Романская церковь Сент-Леокадье (XII век)
- Часовня Сен-Виктор
- Дольмен
- Руины замка, разрушенного в XVIII веке

## Фотогалерея

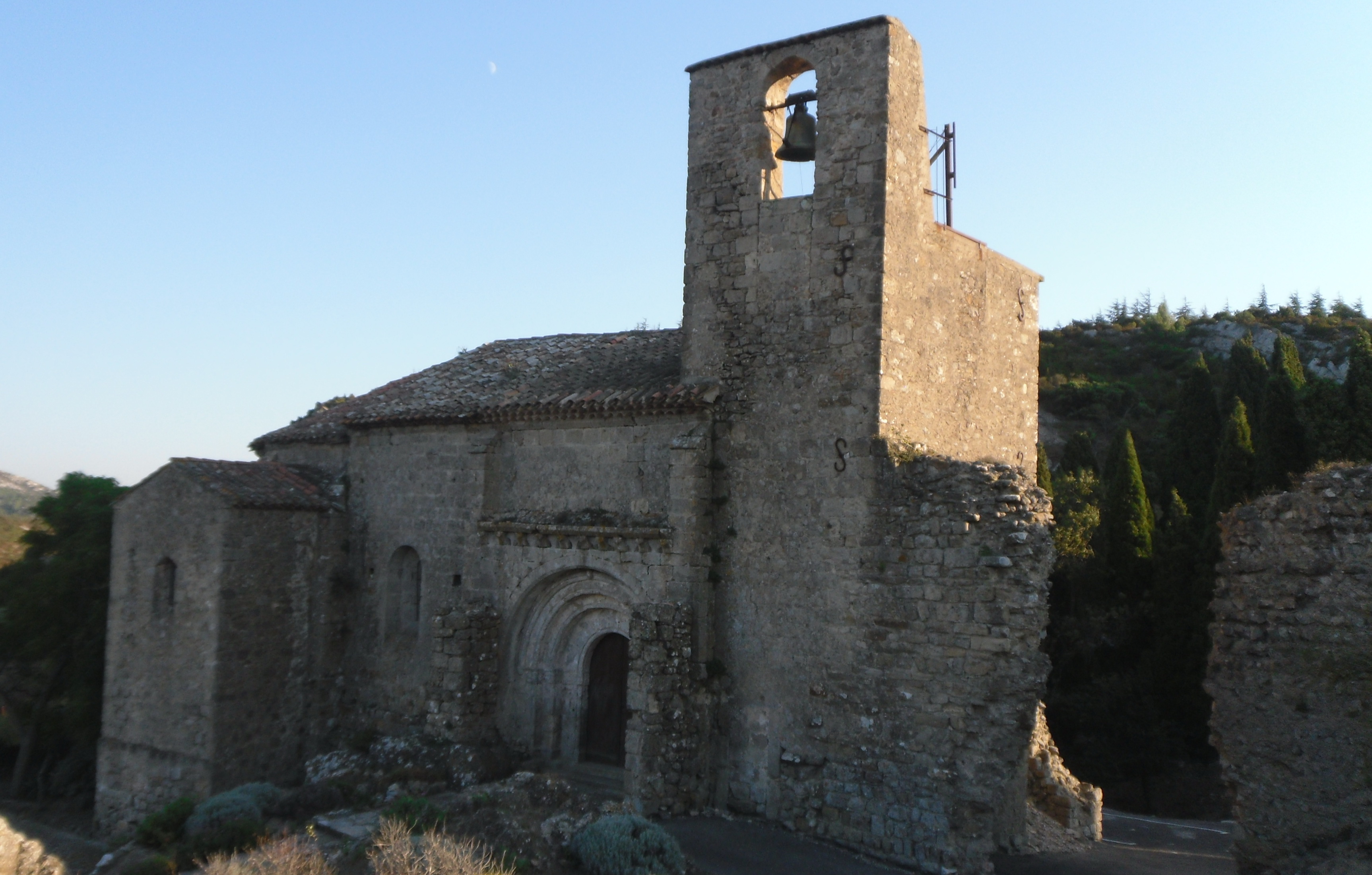
Церковь Сент-Леокадье
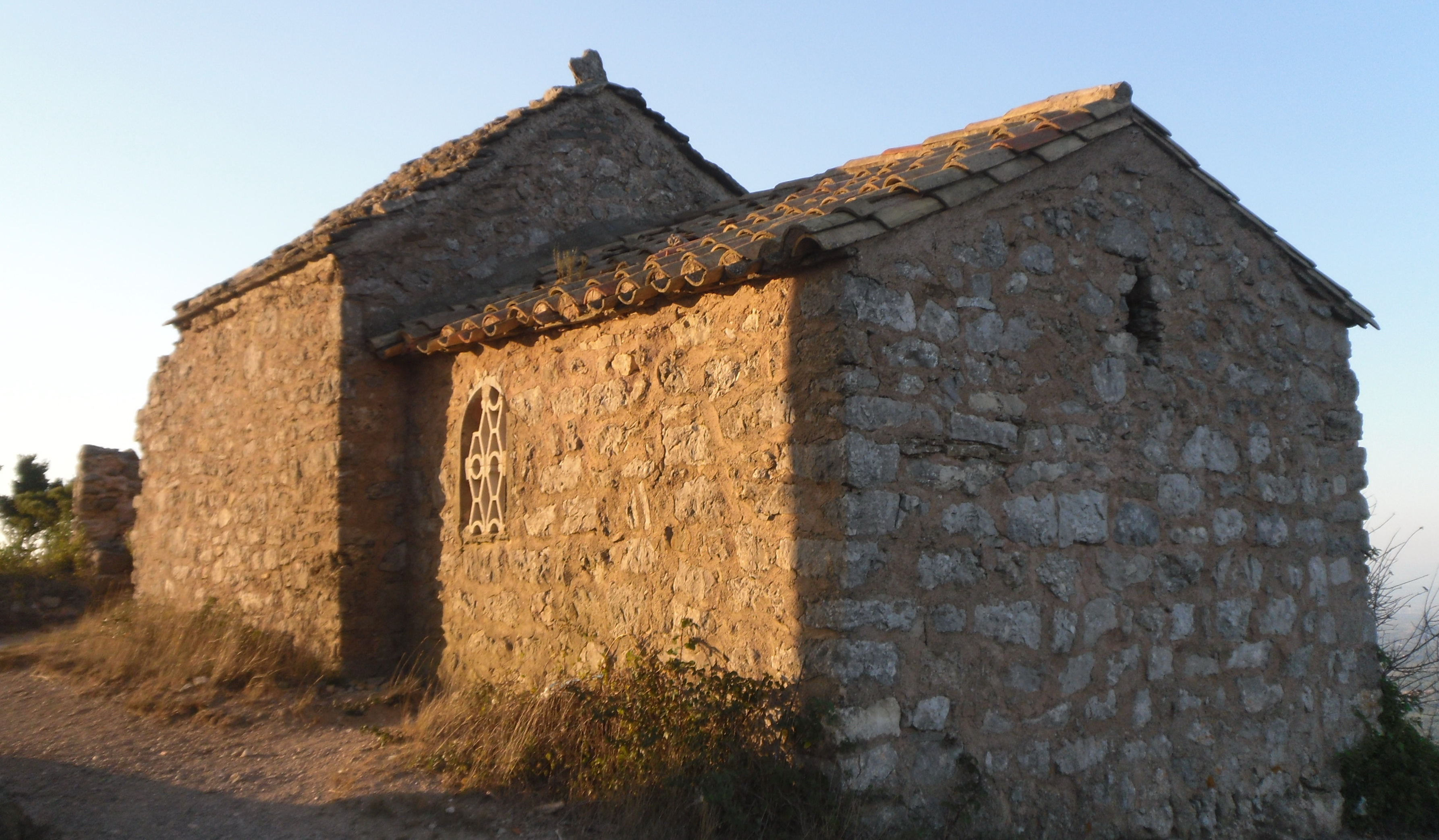
Часовня Сен-Виктор